# Spilosoma radiatus
Spilosoma radiatus är en fjärilsart som beskrevs av Adrian Hardy Haworth 1812. Spilosoma radiatus ingår i släktet Spilosoma och familjen björnspinnare. Inga underarter finns listade i Catalogue of Life.